# 学園快盗トライアングル
『学園快盗トライアングル』（がくえんかいとうトライアングル）は、飯坂友佳子による日本の少女漫画作品。
単行本第2巻は短編漫画「素肌の異邦人」も収録されている。

## 登場人物
近藤いつか（こんどう いつか）
15歳。アーチェーリーが得意な女の高校生。鷹が好き。
印南鷹（いんなみ たか）
印南コンツェルンの3兄弟の長男。
印南葵（いんなみ あおい）
印南コンツェルンの3兄弟の次男。
印南那智（いんなみ なち）
印南コンツェルンの3兄弟の末男。いつかが恋する。
紫ノ宮麗華（しのみや りか）
紫ノ宮学園の理事長。いつかと印南3兄弟に呪いをかける。

## 作中用語
紫ノ宮学園（しのみやがくえん）

## 主題歌
大好きがとまらない〜［学園怪盗トライアングル］
歌：須藤まゆみ
作詞：六ツ見純代 - 作曲・編曲：新野良太

## 書誌情報
- 『学園快盗トライアングル』（全2巻、小学館 - フラワーコミックス）

1. 1992年7月24日発行、ISBN 4-09-134491-7
2. 1992年10月26日発行、ISBN 4-09-134492-5